# دهستان ماکوان
دهستان ماکوان نام دهستانی در بخش باینگان شهرستان پاوه، استان کرمانشاه در ایران است. براساس سرشماری مرکز آمار ایران در سال ۱۳۸۵، جمعیت آن ۲۳۲۷ نفر (۵۷۰ خانوار) بوده‌است.مردم این دهستان بە زبان کردی سورانی تکلم میکنند.